# هومبيرتو سولانو
هومبيرتو سولانو (بالإسبانية: Humberto Solano)‏ هو دراج كوستاريكي، ولد في 9 ديسمبر 1944 في سان خوسيه في كوستاريكا، وتوفي في 18 يونيو 2010.

## وصلات خارجية
- هومبيرتو سولانو على موقع أرشيف الدراجات (الإنجليزية)
- هومبيرتو سولانو على موقع إحصائيات الدراجات الإحترافية (الإنجليزية)
- هومبيرتو سولانو على موقع أوليمبيديا (الإنجليزية)